# NGC 1889
NGC 1889 je galaksija u zviježđu Zecu.

## Vanjske poveznice
- SEDS: NGC 1889